# Saison 2017 de l'équipe cycliste Sunweb Development
La saison 2017 de l'équipe cycliste Sunweb Development est la première de cette équipe.

## Coureurs et encadrement technique

### Effectif
| Effectif 2017                              | Effectif 2017     | Effectif 2017 | Effectif 2017                                  |
| Cycliste                                   | Date de naissance | Pays          | Équipe précédente                              |
| ------------------------------------------ | ----------------- | ------------- | ---------------------------------------------- |
| Clément Bétouigt-Suire (1 janv.–18 mai)    | 31 janvier 1998   | France        | Mérignac VC Juniors (2016)                     |
| Nils Eekhoff                               | 23 janvier 1998   | Pays-Bas      | Wilton (2016)                                  |
| Felix Gall                                 | 27 février 1998   | Autriche      | RC ARBÖ-Tom Tailor-RBK-Wörgl (2016)            |
| Maxime Gressier                            | 21 avril 1998     | France        | Avia Wcup (2016)                               |
| Max Kanter                                 | 22 octobre 1997   | Allemagne     | LKT Team Brandenburg (2016)                    |
| Jarno Mobach                               | 17 août 1998      | Pays-Bas      |                                                |
| Joris Nieuwenhuis                          | 11 février 1996   | Pays-Bas      | Rabobank Development (2016)                    |
| Leon Rohde                                 | 10 mai 1995       | Allemagne     | LKT Team Brandenburg (2016)                    |
| Martin Salmon                              | 29 octobre 1997   | Allemagne     | Chambéry CF (2016)                             |
| Florian Stork                              | 27 avril 1997     | Allemagne     | Team Sauerland NRW p/b Henly & Partners (2016) |
| Marc Goos                                  | 30 novembre 1990  | Pays-Bas      | De Jonge Renner (2016)                         |
| Ruben Zepuntke                             | 29 janvier 1993   | Allemagne     | Cannondale-Drapac (2016)                       |
|                                            |                   |               |                                                |
| Sources : ProCyclingStats Cycling Quotient |                   |               |                                                |

## Bilan de la saison

### Victoires
| Victoires | Victoires | Victoires | Victoires | Victoires | Victoires |
| Date      | Course    | Pays      | Classe    | Vainqueur |           |
| --------- | --------- | --------- | --------- | --------- | --------- |